# نيكيو نيوانو
نيكيو نيوانو (1906-1999) كان أحد مؤسسي وأول رئيس للمنظمة البوذية ريشو كوسي كاي. ولد نيكيو في 15 نوفمبر 1906 لوالدين مزارعين، وكان يعيش حياة متواضعة في بلدة صغيرة. في وقت لاحق من شبابه، انتقل إلى طوكيو للعمل، حيث بدأ في دراسة عدة ديانات مختلفة. أثناء دراسته، حضر خطبة عن لوتس سوترا وأصبح بوذيًا.